# Шкіль Андрій Васильович
Андрі́й Васи́льович Шкі́ль (нар. 26 листопада 1963, Львів, УРСР) — український політик і журналіст. Член партії ВО «Батьківщина», входив до політради. Народний депутат України IV, V, VI скликань. Колишній голова «УНА-УНСО», президент «Фонду українсько-європейських ініціатив».

## Біографія

### Загальний життєпис
У 1981 році Шкіль закінчив львівську середню школу № 1. З 1981-го по 1989-й був студентом Львівського медичного інституту. Протягом 1983—1984 років він працював вантажником готової продукції виробничого об'єднання «Прогрес». З 1992 по 1997 — здобув другу вищу освіту, журналістську, у Львівському державному університеті імені Івана Франка. У 1992 році одружився із Зоряною Гарбар.

### Політична діяльність
19 серпня 1991 року Шкіль разом з однодумцями розробляв у своїй львівській квартирі план захисту Львова від радянських танків. Пізніше з цього наміру самому боронити власну державу, ідею і мету народилася УНСО — Українська народна самооборона.[джерело?]
Андрій Шкіль брав активну участь у створенні Спілки незалежної української молоді (СНУМ), яка потім переросла в Українську міжпартійну асамблею (УМА), а згодом — в Українську національну асамблею (УНА).
1990-ті роки були для нього надзвичайно плідні як для журналіста, він брав участь у заснуванні газети «Молода Україна», пізніше заснував і став головним редактором газети «Голос нації» та керівником Інформаційної агенції «УНА-Захід», у яких тісно співпрацював з українським філософом Олегом Гуцуляком). З квітня 1996 року був автором і ведучим телевізійної програми «Наша справа», «Табачук TV».
1992 року разом з іншими членами УНА-УНСО брав участь у Придністровському конфлікті на боці сепаратистів, нагороджений медаллю «За оборону Придністров'я». Десять років по тому медаль була вилучена під час обшуку Службою безпеки України. За словами Андрія Шкіля, у Придністров'ї він ставив перед собою завдання витиснути Росію з процесу переговорів.

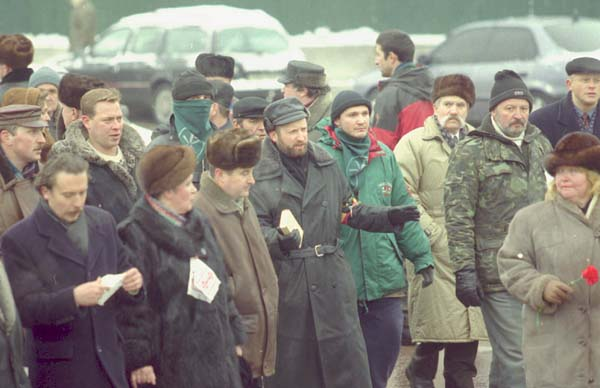
Андрій Шкіль (крайній зліва) під час акції «Україна без Кучми»

Після подій Україна без Кучми 9 березня 2001 року Шкіль потрапив за ґрати за звинуваченням «в організації масових безпорядків» (саме так СБУ охрестила протестні антикучмівські виступи опозиції). Його тюремні ходіння по муках включають дев'ять місяців одиночного ув'язнення в слідчому ізоляторі СБУ та ще чотири місяці в Лук'янівському СІЗО.
Під час затримання в одному з міліцейських райвідділів Шкіля піддали тортурам — за ґрати він потрапив вже з надзвичайно тяжкими травмами голови і хребта. Протестуючи проти закритості судового процесу, Шкіль разом з іншими обвинуваченими розпочав голодування. Без їжі він протримався 39 діб, однак цей протест мало не став для нього останнім — у стані коми Шкіль потрапив до тюремного шпиталю.
31 березня 2002 року за політв'язня Андрія Шкіля віддали голоси 34 150 виборців 121-го Городоцького округу. Перемога Шкіля на тодішніх парламентських виборах супроводжувалася значним відривом від суперників — представників партії «За єдину Україну!» та «Нашої України». Тим часом владу в УНА-УНСО перебирали заангажовані для цієї місії особи[ненейтрально], що призвели до її розколу на багато дрібних відгалужень, а відтак — до повного руйнування. У 2002 році депутат Шкіль ввійшов до опозиційної фракції «Блок Юлії Тимошенко», став членом партії Всеукраїнське об'єднання «Батьківщина» і був обираний до складу її політради. Був головою підкомітету з питань підготовки законопроєктів Комітету з питань законодавчого забезпечення правоохоронної діяльності.
Активно долучався до масштабних протестних акцій «Повстань, Україно!» у 2002—2003 рр.
На парламентських виборах 2006 року Андрій Шкіль займав тринадцяту позицію у виборчому списку «Блоку Юлії Тимошенко», вдруге став народним депутатом України. Був заступником голови Комітету у закордонних справах. 12 червня 2007 року достроково припинив свої повноваження під час масового складення мандатів депутатами-опозиціонерами з метою проведення позачергових виборів до Верховної ради.
На дострокових Парламентських виборах 2007 року Андрій Шкіль був чотирнадцятим у виборчому списку «Блоку Юлії Тимошенко», став народним депутатом України втретє. Був головою підкомітету з питань євроінтеграції та євроатлантичного співробітництва Комітету у закордонних справах та членом Спеціальної контрольної комісії з питань приватизації.
Зробив значну пожертву на спорудження у 2010 році меморіалу «Борцям за волю України» у селі Зміївка на Херсонщині.
Голова постійної делегації Верховної Ради України у Парламентській асамблеї НАТО[коли?].
Керівник групи з міжпарламентських зв'язків з Тунісом, Малайзією, Бразилією, Хорватією, Францією, Панамою.
На початку 2013 року Шкіль подав заяву на отримання політичного притулку в Чехії. Йому відмовили, оскільки він в'їхав до Чехії за візою, отриманою у французькому посольстві, а за візовою політикою Шенгенської зони розв'язувати питання про надання притулку має саме та країна, яка видала візу. У травні 2013 року Шкіль переїхав до Франції й мав намір прохати про політичний притулок там.
В інтерв'ю телеканалу Espreso TV у листопаді 2016 року Шкіль заявив, що він досі проживає у Франції, оскільки кримінальна справа, порушена після його арешту 21 березня 2001 року, все ще триває.
У 2021 році Андрій Шкіль в інтерв'ю журналу «Країна» розповів, що продовжує жити у Франції, де отримав політичний притулок. За словами екснардепа, у Парижі він працював (станом на 2021 рік) фрілансером у різних сферах та переважно консультував тих, хто хотів інвестуватися в Україні.

### Сім'я
Мати Марія Василівна (1930) — головний інженер МК-21, пенсіонер.
Дружина Зоряна Зіновіївна (1968) — художник-модельєр.
Володіє українською, польською, російською, французькою та англійською мовами. Захоплюється тенісом, хокеєм, класичною музикою.

## Відзнаки й нагороди
- Орден «За заслуги» III ступеня (26 червня 2006 року)[17]
- Почесна грамота Верховної Ради України.
- «Знак пошани» Міністерства оборони України.
- Лауреат Всеукраїнської акції «Лідер народної довіри» у номінації «Лицар національної ідеї»
- Медаль «За оборону Придністров'я»[18]